# Participants olympiques indépendants aux Jeux olympiques d'été de 1992
En raison des guerres de Yougoslavie et de l'éclatement de la République fédérative socialiste de Yougoslavie, les participants indépendants regroupent lors des Jeux olympiques d'été de 1992 les athlètes macédoniens, dont le comité n'est pas encore reconnu, et les athlètes serbes et monténégrins, en raison des sanctions prononcées contre la République fédérale de Yougoslavie.
La délégation n'est pas la seule à concourir sous le drapeau olympique puisque les sportifs de l'ex-Union soviétique constituent l'équipe unifiée.

## Médailles d'or
| Sport | Discipline | Sportifs | Performance |

## Médailles d'argent
| Sport                  | Discipline                      | Sportifs      | Performance |
| Médailles d'argent : 1 |                                 |               |             |
| Tir                    | 10m Pistolet à air comprimé (F) | Jasna Šekarić |             |

## Médailles de bronze
| Sport                   | Discipline                      | Sportifs          | Performance |
| Médailles de bronze : 2 |                                 |                   |             |
| Tir                     | 10m Carabine à air comprimé (F) | Aranka Binder     |             |
| Tir                     | 50m Carabine tir couché (M)     | Stevan Pletikosić |             |